# Гефлін (Луїзіана)
Гефлін (англ. Heflin) — селище (англ. village) в США, в окрузі Вебстер штату Луїзіана. Населення — 213 особи (2020).

## Географія
Гефлін розташований за координатами 32°27′33″ пн. ш. 93°16′23″ зх. д. / 32.45917° пн. ш. 93.27306° зх. д. (32.459066, -93.273075).  За даними Бюро перепису населення США в 2010 році селище мало площу 5,00 км², з яких 4,95 км² — суходіл та 0,05 км² — водойми.

## Демографія
Згідно з переписом 2010 року, у селищі мешкали 244 особи в 94 домогосподарствах у складі 66 родин. Густота населення становила 49 осіб/км².  Було 99 помешкань (20/км²).
Расовий склад населення:
| - 86,1 % — білих - 11,9 % — чорних або афроамериканців |

До двох чи більше рас належало 2,0 %. Частка іспаномовних становила 2,0 % від усіх жителів.
За віковим діапазоном населення розподілялося таким чином: 25,4 % — особи молодші 18 років, 60,3 % — особи у віці 18—64 років, 14,3 % — особи у віці 65 років та старші. Медіана віку мешканця становила 38,3 року. На 100 осіб жіночої статі у селищі припадало 79,4 чоловіків;  на 100 жінок у віці від 18 років та старших — 83,8 чоловіків також старших 18 років.
Середній дохід на одне домашнє господарство  становив 67 362 долари США (медіана — 51 250), а середній дохід на одну сім'ю — 74 176 доларів (медіана — 60 750). За межею бідності перебувало 2,7 % осіб, у тому числі 2,9 % дітей у віці до 18 років та 5,6 % осіб у віці 65 років та старших.
Цивільне працевлаштоване населення становило 97 осіб. Основні галузі зайнятості: освіта, охорона здоров'я та соціальна допомога — 30,9 %, роздрібна торгівля — 10,3 %, науковці, спеціалісти, менеджери — 9,3 %, сільське господарство, лісництво, риболовля — 9,3 %.